# Charles Stewart
Charles Edward Stewart (Lacock, Wiltshire, 6 de setembre de 1881 – Weymouth, Dorset, 1965) va ser un tirador anglès que va competir a començaments del segle xx.
El 1912 va prendre part en els Jocs Olímpics d'Estocolm, on va disputar tres proves del programa de tir. Guanyà la medalla de bronze en totes tres proves: pistola militar, 30 metres per equips i pistola militar, 50 metres per equips i pistola, 50 metres.